# Association Claude-Bernard
 (mars 2013).
Si vous disposez d'ouvrages ou d'articles de référence ou si vous connaissez des sites web de qualité traitant du thème abordé ici, merci de compléter l'article en donnant les références utiles à sa vérifiabilité et en les liant à la section « Notes et références ».
Pour les articles homonymes, voir ACB.
L’Association Claude-Bernard ou ACB, de son nom complet « Association Claude-Bernard pour le développement des recherches biologiques et médicales dans les hôpitaux de l'Assistance publique à Paris », était un regroupement de cliniciens fondé en 1953 et qui visait à accélérer la recherche biomédicale en France en favorisant la création d'unités hospitalières de recherche.

## Historique
Elle était dirigée par le maire de Paris et l'ACB était inscrite au budget de la Ville et du Département. Elle a été reconnue d'utilité publique dès sa création. Le Conseil général de la Seine décide sa création en 30 juin 1953. Elle est créée finalement par décret le 11 décembre 1956. Le budget de l'ACB est désormais inscrit sur le budget de la ville et du département. Le premier conseil scientifique réunit des personnalités de premier plan : L. Valéry-Radot, Robert Debré, Robert Courrier (Collège de France), les doyens Léon Binet et Fabre, et Louis Bugnard (directeur de l'Institut national d'hygiène) (INH).
L'Institut national d'hygiène est créé en 1941  pour « effectuer des travaux de laboratoire intéressant la santé publique, coordonner les enquêtes sanitaires menées dans le pays ».
Des médecins-chercheurs du INH : Raoul Kourilsky, Gabriel Richet, Jean Bernard et Jean Hamburger, et de Xavier Leclainche, directeur  de l'Assistance publique de Paris, fondent effectivement en 1955 l'Association Claude-Bernard (ACB). L'ACB devait initialement collaborer avec l'INH pour lui permettre de trouver de nouveaux moyens de financement et de fonctionnement. De plus, l'ACB avait été créé par différents professeurs de médecine voulant insuffler un esprit nouveau de recherche dans le corps médical. Une certaine  concurrence se fit avec l'INH à partir des années 1950.
Au retour du général de Gaulle, l'INH se réorganisa en un Institut plus grand, mieux doté et l'Association Claude-Bernard et l'INH harmonisèrent leurs initiatives : ce fut la création de l'INSERM en 1964. M. Alphonse Gardie, ancien secrétaire général de l'AP-HP, a joué un très grand rôle comme secrétaire général de l'ACB il a permis depuis le début de la création de l'ACB le développement et l'organisation de ses nombreuses activités de recherche et d'organisation des personnels dont il fut très proche.
L'ACB a vu ses moyens financiers augmenter durant les années 1960, mais sans commune mesure avec ceux consacrés à l'INSERM qui connaissent un développement considérable. La contribution de l'ACB a été déterminante par la création de nombreux centre de recherche au sein des hôpitaux parisiens où de banlieue. L'ACB a un personnel dont les statuts sont peu à peu calqués sur ceux de l'INSERM. Ce personnel comprend attachés de recherche, chargés de recherche, maître de recherche et directeur de recherche ainsi que des personnels techniques et administratifs.
Sous l'impulsion de Louis Bugnard, des centres de recherches sont créés au sein des Hôpitaux de l'Assistance publique. 

## Centres de recherche
Ces centres de recherche de l’Association Claude-Bernard donneront par la suite naissance aux premières unités de recherche de l'INSERM :
- Insuffisance rénale, Jean Hamburger, hôpital Necker, future unité Inserm 25
- Allergologie, Bernard Halpern, hôpital Broussais, future unité 20
- Leucémies et maladies du sang, Jean Bernard, hôpital Saint-Louis, futur Centre Georges-Hayem qui hébergera des unités Inserm
- Immunopathologie et pathologie respiratoire, Raoul Kourilsky, hôpital Saint-Antoine, future unité 23
- Génétique médicale, Maurice Lamy et Jean Frézal, hôpital Necker, future unité 12
- Gérontologie, François Bourlière, hôpital Sainte-Perrine, future unité 118
- Neurophysiologie appliquée, Jean Scherrer, hôpital de la Pitié-Salpêtrière, future unité 3
- Physiologie et radiobiologie cellulaires, Raymond Latarjet, Institut Curie, Orsay, future unité 22
- Développement néonatal, Alexandre Minkowski, hôpital Cochin, future unité 29
- Recherches isotopiques, René Fauvert, hôpital Beaujon, future unité 24
- Pathologie chirurgicale (en), Pierre Mallet-Guy[2], hôpital Édouard-Herriot, Lyon, future unité 4
- Biochimie des protéines normales et pathologiques, Paul Boulanger, CHU de Lille, future unité 16
- Gastroentérologie, Serge Bonfils et André Lambling, hôpital Bichât, future unité 10
- Physiologie animale, Édouard Housset, AF[Quoi ?], Fer à moulin, future unité 36
- Cancérologie et radiopathologie, Georges Mathé, hôpital Paul-Brousse, Villejuif, future unité 50
- Biochimie de la cellule cancéreuse, Paul Mandel[Lequel ?], Strasbourg, future unité 44
- Statistiques, Daniel Schwartz, Institut Gustave-Roussy, future unité 21

## Dissolution
Dès lors, l'ACB va connaître une stagnation, puis un lent déclin de ses moyens de recherche. La création des nouveaux départements d'Île-de-France devait lui porter un coup fatal.
La subvention versée par la Ville de Paris est remise en cause dans les années 1990.
L'Association Claude-Bernard a été dissoute en septembre 2003 après cinquante années d'existence au service de la communauté médicale et de la recherche clinique.